# Hetman
Hetman (njem. Häuptmann; polj. hetman, ukr. гетьман - het'man, rus. - ataman) je riječ, najvjerojatnije, njemačkog porijekla koja označava kapetana ili vrhovnog vojnog zapovjednika. U Poljskoj, Litvi i Rusi-Ukrajini hetman predstavlja vrhovnog vojnog (kozačkog) zapovjednika tijekom razdoblja od XVI. do XVIII. stoljeća. 
U XVII. stoljeću se ističe ukrajinski hetman Bogdan Hmeljnicki koji stvara neovisnost Zaporoške republike (Kozačke republike) i pregovara s Moskovskom državom o stvaranju zajedničke države. Godine 1764. smjenjen je posljednji ukrajinski hetman Kirilo Grigorovič Rozumovski (ukr. Кирило Григорович Розумовський) koji je predstavljao političku opasnost za cjelovitost Ruskog Carstva. 
U Ruskoj revoluciji tijekom građanskog rata na prostoru Ukrajine 1918. pokušao se obnoviti hetmanat, kako bi Rus'-Ukrajina ponovno stekla svoju neovisnost od sovjetske Rusije.